# Arnaldoa
Arnaldoa é um género botânico pertencente à família Asteraceae.